# Veia homopteroides
Veia homopteroides là một loài bướm đêm trong họ Erebidae.